# Rachid Ziar
Rachid Ziar (15 november 1973) is een voormalige Algerijnse langeafstandsloper, die was gespecialiseerd in de halve en de hele marathon. In beide disciplines heeft hij het Algerijnse record in handen. Eenmaal nam hij deel aan de Olympische Spelen, maar behaalde hierbij geen medailles.

## Loopbaan
In 2001 maakte Ziar zijn marathondebuut bij de marathon van Lyon, die hij gelijk won in 2:11.50. Het jaar erop verbeterde hij zijn persoonlijk record verder op de marathon van Parijs door vijfde te worden in 2:09.54.
Zijn olympisch debuut maakte Rachid Ziar op de Olympische Spelen van 2004 in Athene. Hij haalde echter niet de finish van de olympische marathon.

## Persoonlijke records
| Onderdeel      | Prestatie           | Datum            | Plaats |
| -------------- | ------------------- | ---------------- | ------ |
| halve marathon | 1:01.30 (nat. rec.) | 4 september 1999 | Rijsel |
| marathon       | 2:09.54 (nat. rec.) | 7 april 2002     | Parijs |

## Prestaties
| Jaar | Wedstrijd                         | Plaats      | Resultaat | Onderdeel      | Tijd               |
| ---- | --------------------------------- | ----------- | --------- | -------------- | ------------------ |
| 1999 | WK                                | Palermo     | 24e       | halve marathon | 1:03.32            |
| 2001 | marathon van Lyon                 | Lyon        | 1e        | marathon       | 2:11.50            |
| 2001 | halve marathon van Lille (Rijsel) | Rijsel      | 3e        | halve marathon | 1:02.22            |
| 2001 | WK                                | Bristol     | 19e       | halve marathon | 1:02.32            |
| 2002 | halve marathon van Parijs         | Parijs      | 5e        | halve marathon | 1:02.01            |
| 2002 | marathon van Parijs               | Parijs      | 5e        | marathon       | 2:09.54            |
| 2003 | halve marathon van Lissabon       | Lissabon    | 8e        | halve marathon | 1:01.35 (downhill) |
| 2003 | WK                                | Saint-Denis | 18e       | marathon       | 2:11.58            |
| 2004 | OS                                | Athene      | DNF       | marathon       |                    |